# Taidong
Taidong (chiń. 臺東; pinyin Táidōng; pe̍h-ōe-jī Tâi-tang) – miasto na wschodnim wybrzeżu Tajwanu, siedziba powiatu Taidong. W 2010 roku miasto liczyło 108 870 mieszkańców.
Miasto zostało założone za rządów cesarza Jiaqinga (panował 1796–1820) i znacznie rozwinięte w okresie panowania Xianfenga (pan. 1851–61). Położone na równinie aluwialnej Taidong jest ważnym ośrodkiem handlu produktami rolnymi; w okolicy uprawia się ryż, trzcinę cukrową i orzeszki ziemne. Gospodarka oparta na przetwórstwie trzciny cukrowej, bawełny, juty i drewna. Miasto posiada stację doświadczalną upraw tropikalnych. Z Taidong biegnie linia kolejowa do Hualian; miasto posiada połączenia lotnicze z Tajpej, Kaohsiungiem oraz wyspą Lan Yu. Przemysł słabo rozwinięty ze względu na brak dużego portu.